# Autoriteit voor Financiële Informatie

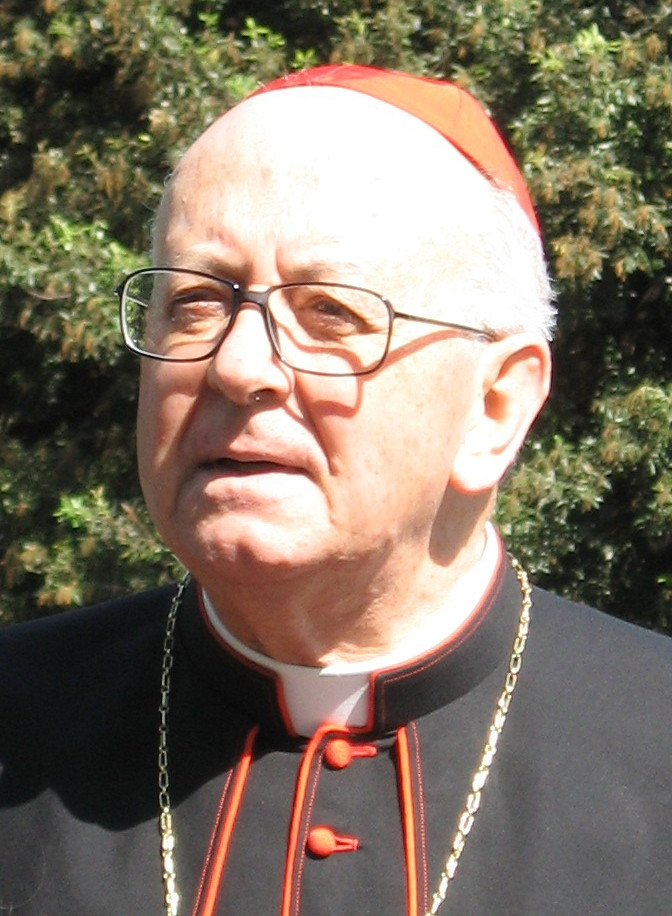
Attilio Nicora, eerste president van de AIF

De Autoriteit voor Financiële Informatie (Italiaans: Autorità di Informazione Finanziaria AIF) is een instelling van de Romeinse Curie die op 30 december 2010 - bij motu proprio - in het leven werd geroepen door paus Benedictus XVI. De instelling is bedoeld als een toezichtsorgaan op de financiële transacties van de Heilige Stoel en dankt haar oprichting aan geruchten dat het Vaticaan betrokken zou zijn geweest bij illegale financiële transacties, zoals het mogelijk witwassen van crimineel geld en het mogelijk financieren van terroristische activiteiten. Eén jaar eerder had de Heilige Stoel al een convenant gesloten met de Europese Unie, waarin de oprichting van een dergelijk toezichthoudend orgaan was voorzien. Dezelfde dag dat het motu proprio verscheen, promulgeerde de paus een Wet op het tegengaan en bestrijden van witwaspraktijken en het financieren van terrorisme, dat aan de oprichting van de Autoriteit een juridische basis verschafte.
Als eerste president van de Autoriteit werd kardinaal Attilio Nicora benoemd  die - in zijn toenmalige functie van president van de Administratie van het Patrimonium van de Heilige Stoel - daarmee ten dele zijn eigen toezichthouder was geworden. In de zomer van 2011 bood Nicora daarom zijn ontslag aan als president van het Patrimonium, opdat hij zich volledig kon toewijden aan zijn werk bij de Autoriteit voor Financiële Informatie.

## President van de Autoriteit[2]
- 2011 - 2014: Attilio Nicora
- 2014 - 2014: Giorgio Corbellini  (ad interim)
- 2014 - 2019: René Brülhart
- 2019 - heden: Carmelo Barbagallo